# Athrypsometra
Genre
Athrypsometra est un genre de comatules abyssales de la famille des Antedonidae.

## Liste d'espèces
Selon World Register of Marine Species (2 avril 2015) :
- Athrypsometra anomala (AH Clark, 1912) -- Indonésie (>1 000 m de profondeur)
- Athrypsometra gracillima (AH Clark, 1909) -- Birmanie (~1 000 m de profondeur)
- Athrypsometra minima (AH Clark, 1912) -- Mer de Florès (>2 000 m de profondeur)
- Athrypsometra mira (AH Clark, 1909) -- Indo-Pacifique tropical (360~920 m de profondeur)

## Publication originale
- (en) Charles G. Messing et Christopher M. White, « A revision of the Zenometridae (new rank) (Echinodermata, Crinoidea, Comatulidina) », Zoologica Scripta, Wiley-Blackwell, vol. 30, no 3,‎ 21 décembre 2001, p. 159-180 (ISSN 0300-3256 et 1463-6409, DOI 10.1046/J.1463-6409.2001.00062.X, lire en ligne).